# موشک کروز

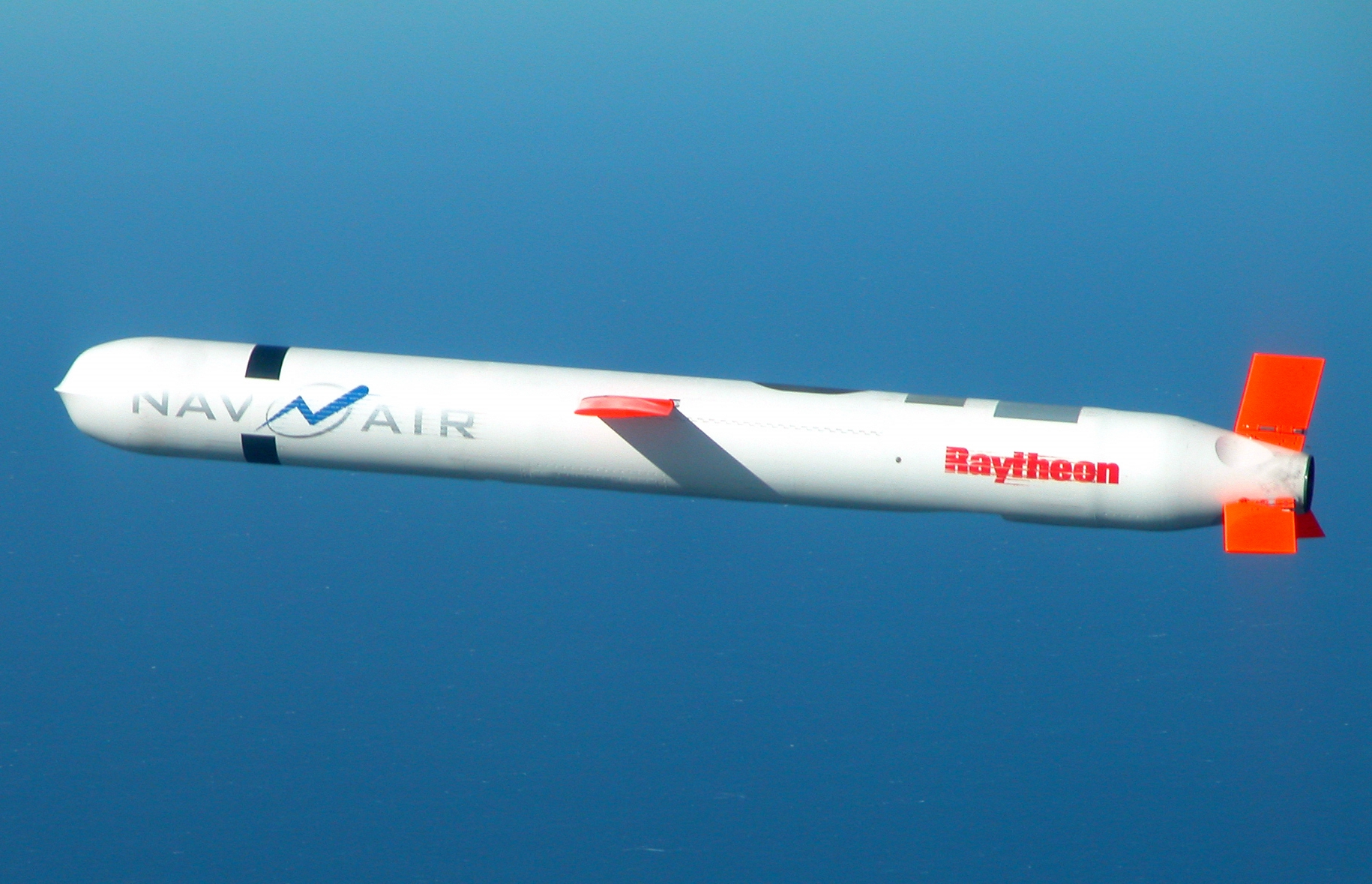
موشک کروز از گونه تاماهاک بی جی ام-۱۰۹ ساخت ریتیان میسلز اند دفنس

سامانه موشکی کروز (به انگلیسی: Cruise missile) موشک کروز یک وسیله‌نقلیه هدایت‌شونده بی‌سرنشین است که بیشتر مسیر پرواز خود را از طریق بالابر آیرودینامیکی حفظ می‌کند و مأموریت اصلی آن رساندن مهمات یا محموله‌ای ویژه به یک هدف است. در بیشتر سامانه‌های کروز از گونه‌ای موتور جت استفاده می‌شود درحالی‌‎که موشک‌های دیگر موتور راکت را به‌کار می‌برند.
موشک‌های کروز معمولاً تمام مسیر خود را در ارتفاع بسیار پائین (برای جلوگیری از تشخیص توسط رادارهای دشمن) و با سرعت تقریباً ثابت با سرعت مافوق صوت یا نزدیک به صوت طی می‌کنند. تفاوت موشک کروز با پهپاد این است که کروزها تنها به‌عنوان یک سلاح استفاده می‌شوند و کلاهک جنگی بخشی از بدنه آن‌ها است.

## تاریخچه

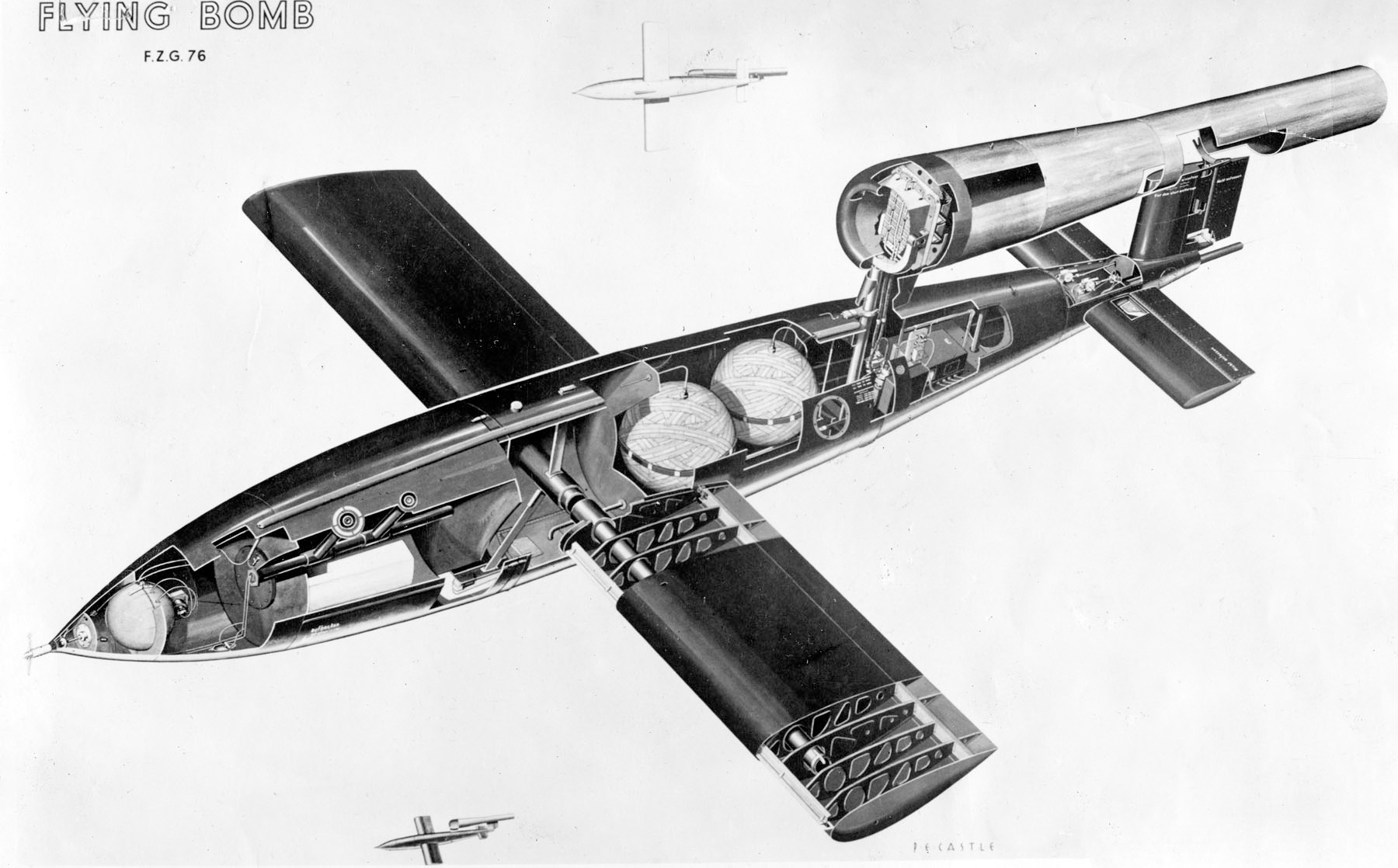
برش مقطعی از وی یک

از نظر قدمت سلاح آلمانی وی-۱ اولین کروز عملیاتی است که در سال ۱۹۴۴ علیه انگلیس به کار گرفته شده. وی-۱ها با ۷۰ درصد ناکامی از موفقیت نسبی برخوردار بودند. پرواز مستقیم و سرعت کم این موشک باعث می‌شد که درجه آسیب‌پذیری و ضایعات آن بیشتر شود و همچنین به وسیله رادارهای دشمن کشف، رهگیری و توسط هواپیماهایی که سرعت بیشتری را داشتند مورد هدف قرار بگیرند.
پس از جنگ جهانی دوم هر دو بلوک شرق و غرب دستیابی به موشک‌های دورپرواز همراه با انعطاف‌پذیری بیشتر را دنبال کردند تا اینکه در سال ۱۹۷۰ پیشرفت‌هایی در میکروالکترونیک، رایانه و موتورهای توربوفن کوچک حاصل شد. بهره‌گیری از این دو پدیده فناوری ساخت موشک‌های کروز امروزی را امکان‌پذیر ساخته‌است.

## ویژگی‌ها
موشک کروز دارای چهار ویژگی زیر است:

۱- موشک در طبقات پایین جو (۳ کیلومتر یا ۱۰۰۰۰ پا) از نیروی آئرودینامیکی استفاده می‌کند.

۲- در حین پرواز قادر به تغییر مسیر و ارتفاع است و می‌تواند این کار را به دفعات تکرار کند.

۳- بردی بیشتر از ۵۰ کیلومتر دارد.

۴- در یک پرواز عادی یکسره، موشک در تمام مسیر هدایت شده و حامل انواع مختلفی از سر جنگی است. با تعریف فوق موشک‌های کروز امروزه دامنه گسترده‌ای از موشک‌ها نظیر استیکس روسی، کرم ابریشم چینی، اگزوست فرانسه و هارپون آمریکا) را در بر می‌گیرد.

## هدایت
نکته مهم در مورد موشک کروز این است که این موشک به ساعت‌ها پرواز نیاز دارد. با این وضعیت با توجه به هدایت لختی اولیه این امکان وجود دارد که موشک صدها متر از مسیر منحرف شود. زیرا اگر چه با هدایت از این گونه لختی امکان انحراف برای موشکی که ده‌ها دقیقه پرواز می‌کند کم است، اما برای موشکی که ساعت‌ها باید ادامه طریق دهد مناسب نیست. برای رفع عیب باید گونه‎ای تصحیح در مسیر انجام شود تا در عمل مکمل هدایت اصلی آن باشد. انواع روش‌هایی که در سامانه‌های هدایت کروز مورد استفاده قرار می‌گیرند عبارت اند از:

### سامانه انطباق متقابل پشت سر هم جغرافیایی
این سامانه بر اساس اطلاعات دقیق توپوگرافی از زمین استوار است. در این روش محوطه‌ای از سطح زمین به طول ۱۰ کیلومتر و به عرض ۲ کیلومتر به مربع‌های یکصد متری تقسیم و ارتفاع متوسط در هر کدام از آن را مشخص و به صورت ماتریس (۲۰۰۰ رقم مختلف و هر رقم مخصوص مربع خاصی از زمین مورد نظر) به صورت دیجیتال به حافظه رایانه وارد می‌شود. موشک وقتی به محوطه مورد نظر رسید ارقام اندازه‌گیری شده را با ارقام ارسالی از موشک در حافظه مقایسه می‌کند و با توجه به نتیجه مقایسه موقعیت محل شناسایی شده و دستور بعدی را از طریق دستگاه محاسبه به سامانه کنترل خودکار صادر می‌کند. بررسی‌های بعدی در زمانی که موشک به هدف نزدیک می‌شود انجام می‌گیرد و سرانجام انتخاب مسیر می‌شود. این روش هدایت برای زمین‌هایی که از عوارض و ناهمواری‌های زیاد برخوردارند مناسب می‌باشد.

### سامانه CDS
استفاده از خاصیت انعکاس امواج راداری در سطح زمین و یکسان نبودن آن در نقاط مختلف اساس این نوع هدایت را تشکیل می‌دهد. در این روش موشک علاوه بر رادار مجهز به دستگاهی است که نوع امواج راداری منعکس شده از نقاط مختلف زمین را تشخیص می‌دهد. موقعیت دقیق موشک نیز از طریق مقایسه ارقام موجود در حافظه و ارقام مشخص، تعیین می‌شود.

### سامانه GPS
در این روش موشک با استفاده از سامانه موقعیت‌یاب جهانی با دریافت فرکانس‌های حاوی اطلاعات ماهواره‌ای (سه یا چهار ماهواره) موجود در مدار زمین و انجام محاسبات موقعیت دقیق مکانی را محاسبه و تعیین می‌کند.

## پنهانکاری
موشک کروز برای مخفی ماندن از دید سیستم‌های راداری، دارای این خصوصیت‌ها است: ۱-سطح مقطع راداری کمی دارد که ردیابی آن را برای سیستم‌های ضدموشکی راداری مشکل می‌کند. ۲-به خاطر استفاده از موتور توربوفن، حرارت کمی تابش می‌کند و در نتیجه امکان قفل حرارتی روی آن نیز کم است. ۳- به خاطر پرواز در سطح پایین عمدتاً از دید رادارها پنهان می‌ماند. ردیابی و انهدام موشک‌های کروز با کلاهک اتمی به دلیل پرواز نزدیک به زمین برای سیستم‌های ردیاب و رادار مشکل است و به این دلیل جزو سلاح‌های هسته‌ای استراتژیک محسوب می‌شوند.

## تقسیم‌بندی
موشک‌های کروز را می‌توان از نظر اندازه، سرعت (فراصوتی یا فروصوتی)، اندازه و چگونگی پرتاب (از هوا، زمین، کشتی یا زیردریایی) تقسیم‌بندی کرد. غالباً هر موشک در انواع مختلفی طراحی شده و هر نوع متناسب با یک سکوی پرتاب خاص ساخته می‌شود. برخی اوقات انواع هوایی و زیردریایی اندکی از انواعی که از زمین یا کشتی پرتاب می‌شوند سبک‌تر می‌باشند.
موشک‌های کروز بسته به شیوهٔ پرتاب به سه دسته تقسیم می‌شوند:
- زمین‌پایه
- هواپایه
- دریاپایه